# Cadran vertical

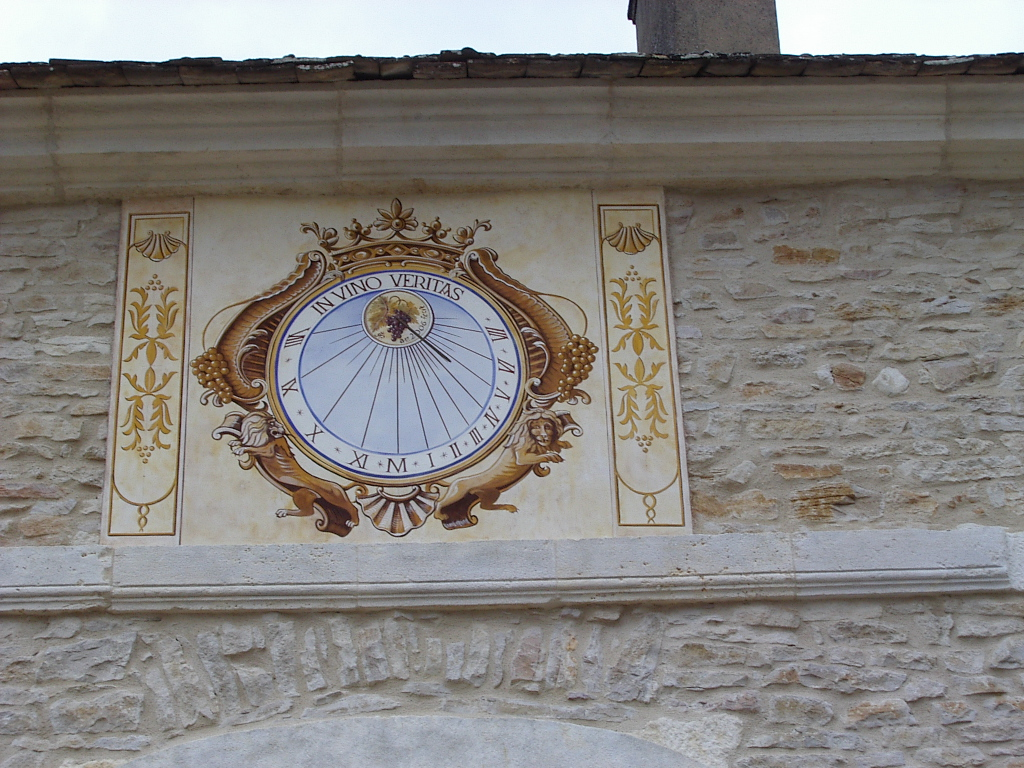
Cadran Solaire vertical déclinant -Chateau Pommard-Côte d'Or

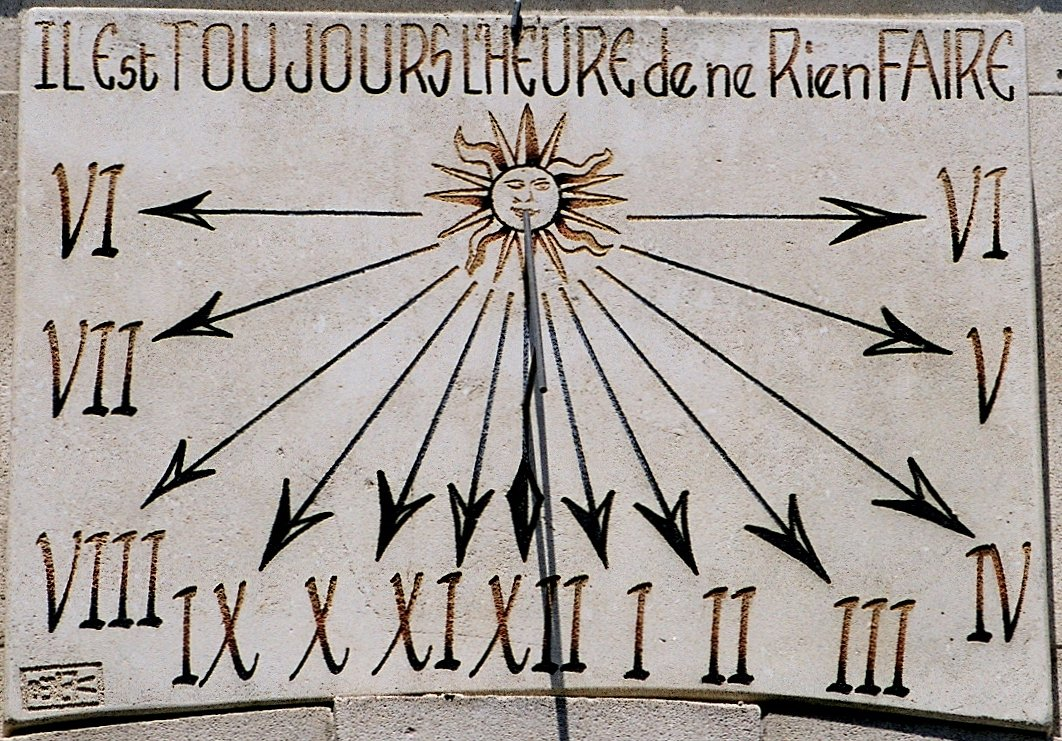
Cadran solaire méridional à Saint-Rémy de Provence

Comme son nom l’indique, le cadran solaire vertical a sa table verticale. Le style doit être parallèle à l’axe de la Terre et le cadran doit être orienté de manière que le style se trouve dans le plan du méridien local. La ligne de midi, toujours verticale, matérialise donc ce méridien local. Lorsque le plan du cadran fait exactement face au sud, le cadran est dit méridional ou non déclinant. Quand le plan du cadran est orienté de façon quelconque, le cadran est dit déclinant. Dans ce cas, il peut être oriental (dirigé face à l'est) ou occidental (dirigé face à l'ouest).
L’angle {\displaystyle \gamma _{H}} entre les lignes horaires et la ligne de midi dépend de la latitude ainsi que de l’angle horaire H, c’est-à-dire l’angle que fait le soleil avec le méridien local.
Pour un cadran non déclinant l'angle {\displaystyle \gamma _{H}} est donné par la formule
{\displaystyle \tan \gamma _{H}=\tan H\cos \phi \ }
Contrairement au cas du cadran équatorial, l'angle {\displaystyle \Delta } entre deux lignes horaires successives, correspondant à deux angles horaires H1 et H2, n'est pas constant. La différence {\displaystyle \Delta } = {\displaystyle \gamma _{H2}} - {\displaystyle \gamma _{H1}} peut s'exprimer en fonction de H2 et H1 à partir de la formule précédente.
|  |  |  |